# 加速處理單元
加速處理單元（APU），或稱加速處理器，是指電腦系統中，中央處理器內整合可以輔助傳統中央處理器處理特殊類型的計算任務的處理單元，一般是「通用處理器核心」+「流處理單元」的組合設計。這種設計可以提升中央處理器處理這些特殊類型的計算任務的效能，這些特殊的計算任務可以是圖形處理、矢量計算等等，輔助的處理單元一般是顯示核心（現在多為通用圖形處理器，GPGPU）、现场可编程逻辑门阵列（field-programmable gate array，FPGA），或類似的可處理某種特殊計算任務的專用處理單元。
“加速處理單元”這一概念在2006年首次在回應運算提速的問題上被提出，並在公眾中使用。 而後在各種技術演講，以及Joe Landman所寫的Scalable Informatics商業計劃中也可以見到。不過也有將“加速處理單元”專指輔助處理單元的用法，如Xilinx。
加速處理單元（APU）變得廣為人知的時候，是2011年超微半導體推出的AMD APU系列處理器。由於AMD為AMD Fusion（現時是AMD APU）所做的市場宣傳的影響，使得不少人一般認為APU是傳統中央處理器核心中內建顯示核心（即微處理器和顯示核心整合在一塊晶片上）的AMD APU產品，然而這種設計也的確可以提升CPU和GPU（內建）之間的資料傳送效能並且降低處理器晶片運作時的耗電量以及發熱量，以現行的技術手段，和相比傳統的CPU到位於北橋晶片內的整合式顯示核心這種設計來說。嚴格來說，加速處理單元由於中央處理器核心可以擁有顯示核心以外的輔助運算單元，相當類似於硬體加速。
除了AMD提出的AMD Fusion專案之外，還有IBM和Sony等公司共同開發的Cell處理器（一個PPE核心+8個SPE核心）、Intel自Intel Westmere微架構及以後的一些內建Intel HD Graphics顯示核心的微處理器、NVIDIA的“Project Denver”等新形態的微處理器，甚至超微自家的AMD Radeon HD 8000系列顯示核心（或將內建ARM架構的通用控制單元）和英特爾已取消的獨立顯示核心專案Larrabee，這些與以往形態不同，以「通用處理器核心」+「流處理單元」的處理器，廣義上也可以認為是「加速處理單元」。

## 外部連結
- , AMD,   [2012-07-18], （原始内容存档于2010-11-25）.
- (news), UK: New electronics,   [2012-07-18], （原始内容存档于2012-03-30）.